# Abberufung
Die Abberufung (englisch dismissal) ist der einseitig ausgesprochene Entzug eines Amtes, eines Auftrages oder einer Stellung durch einen hierzu befugte Person oder Institution. Pendant sind die Berufung (Amt), Bestellung oder Ernennung.
Die Abberufung greift in eine laufende Tätigkeit oder Aufgabe des Abberufenen ein, die regulär nur durch Ablauf der Amtszeit, Erreichen der Altersgrenze, Beendigung des Arbeitsverhältnisses, Kündigung, Pensionierung oder Rücktritt beendet werden kann. Der Rechtsbegriff Abberufung betrifft insbesondere Amtsträger, Liquidatoren, Organmitglieder oder Wirtschaftsprüfer. Anlass für die Abberufung muss meist ein wichtiger Grund sein. Ein wichtiger Grund liegt allgemein vor, wenn dem abberufenden Teil unter Berücksichtigung aller Umstände des Einzelfalls und unter Abwägung der beiderseitigen Interessen die Fortsetzung des Rechtsverhältnisses bis zur vereinbarten Beendigung oder bis zum Ablauf einer Kündigungsfrist nicht zugemutet werden kann.  

## Politik
In der Politik ist Abberufung die Abwahl oder Entlassung eines Amtsträgers vor Ablauf der Amtszeit durch ein hierzu autorisiertes Rechtssubjekt (etwa ein Parlament), in der Diplomatie handelt es sich um die – temporäre – Rückberufung eines Botschafters in sein Heimatland. Rechtsgrundlage für diese Abberufungen ist das Wiener Übereinkommen über diplomatische Beziehungen vom 18. April 1961 (WÜK). Die Abberufung ist als Vorstufe zum Abbruch der diplomatischen Beziehungen (Art. 45 WÜK) anzusehen; sie kann „endgültig“, „zur Berichterstattung“ oder in anderen Formen ausgeübt werden. Wann eine Abberufung vorliegt, geht aus dem WÜK allerdings nicht hervor. Die Abberufung eines Gesandten, vollzogen mit Überreichung des Abberufungsschreibens an das fremde Staatsoberhaupt bedeutet, falls nicht ausschließlich die Person des Gesandten betreffend (Persona ingrata), den Abbruch der diplomatischen Beziehungen. Das Abberufungsschreiben (französisch lettre de rappel) wird vom Gesandten während der Abschiedsaudienz übergeben. Wird der Botschafter abberufen, ist dies ein Symbol für diplomatische Konflikte zwischen den betroffenen Regierungen. Steigerungen zur Abberufung sind die Ausweisung des Botschafters oder der Abbruch der diplomatischen Beziehungen.
Die Unabhängigkeit eines Ombudsmanns in seiner Amtsführung ist gewährleistet, wenn nicht nur seine Ernennung, sondern auch seine vorzeitige Abberufung durch das Parlament erfolgt. Eine Abberufung von Amtsträgern des Europäischen Parlaments ist nach Art. 18 Geschäftsordnung des Europäischen Parlaments möglich.

## Wirtschaft
Gesellschaftsrecht
Der Rechtsbegriff der Abberufung findet vor allem im Gesellschaftsrecht Verwendung. Die Abberufung ist die „einseitige Beendigung der Organstellung in einer Körperschaft“. Die Abberufung von Vorstandsmitgliedern einer Aktiengesellschaft hat wie deren Bestellung konstitutive Wirkung, nicht erst die Eintragung in das Handelsregister (§ 81 AktG). Die Abberufung von Vorstandsmitgliedern heißt im Gesetz „Widerruf der Bestellung“ und ist nach § 84 Abs. 3 AktG durch den Aufsichtsrat bei wichtigem Grund (etwa grobe Pflichtverletzung, Unfähigkeit oder Vertrauensentzug in der Hauptversammlung) möglich. Aufsichtsratsmitglieder, die von der Hauptversammlung ohne Bindung an einen Wahlvorschlag gewählt worden sind, können vor Ablauf der Amtszeit von der Hauptversammlung abberufen werden. Der Beschluss bedarf einer Dreiviertelmehrheit (§ 103 AktG). Eine Abberufung ist auch durch ein Gericht möglich. Bei der GmbH gehört die Abberufung der Geschäftsführer nach § 46 Nr. 5 GmbHG zu den Aufgaben der Gesellschafterversammlung. Entsprechend beruft die Generalversammlung einer Genossenschaft gemäß § 24 Abs. 2 GenG den Vorstand ab. Die Mitgliedschaft im Gesamtbetriebsrat endet nach § 49 BetrVG mit dem Erlöschen der Mitgliedschaft im Betriebsrat, durch Amtsniederlegung, durch Ausschluss aus dem Gesamtbetriebsrat auf Grund einer gerichtlichen Entscheidung oder Abberufung durch den Betriebsrat.
Finanzwesen
Besondere Bedeutung kommt der Abberufung im Finanzwesen zu, weil hier die Abberufung von Geschäftsleitungen bei Kreditinstituten und Vorständen bei Versicherern nicht nur durch deren Aufsichtsräte, sondern auch durch die Aufsichtsbehörde (Bankenaufsicht, Versicherungsaufsicht) möglich ist. Das sieht § 36 KWG vor, wonach das BaFin die Abberufung der verantwortlichen Geschäftsleiter in den Fällen des § 35 Abs. 2 Nr. 3, 4 und 6 KWG verlangen kann. Eine ähnliche Bestimmung enthält § 303 Abs. 2 VAG, in der die Abberufung eines Vorstandsmitglieds oder von Personen mit Schlüsselaufgaben bei Versicherungen durch das BaFin vorgesehen ist.

## Sonstiges
Die Abberufung von Liquidatoren geschieht bei der OHG nach § 147 HGB durch einstimmigen Beschluss der Beteiligten. Ein dem Abschlussprüfer erteilter Prüfungsauftrag kann gemäß § 318 Abs. 1 HGB nur widerrufen werden, wenn ein anderer Prüfer bestellt worden ist. Über die Bestellung und Abberufung der Wohnungseigentumsverwaltung von Eigentumswohnungen beschließt gemäß § 26 Abs. 1 WEG die Wohnungseigentümerversammlung mit Stimmenmehrheit.
Personen, die im Verwaltungsverfahren zu einem Ehrenamt herangezogen worden sind, können von der Stelle, die sie berufen hat, abberufen werden, wenn ein wichtiger Grund vorliegt (§ 86 VwVfG). Als wichtiger Grund werden grobe Pflichtverletzung oder die nicht mehr ordnungsgemäße Ausführung der Tätigkeit genannt. 

## Schweiz
In den Schweizer Kantonen Bern, Uri, Schaffhausen, Solothurn, Thurgau und Tessin erlaubt dieses Volksrecht, mittels Sammlung einer bestimmten Anzahl Unterschriften die vorgezogene Neuwahl der Kantonsregierung zu erzwingen. In denselben Kantonen mit Ausnahme des Tessins kann überdies auch die Abberufung des Kantonsparlaments vor Ablauf der Legislaturperiode verlangt werden. Im Kanton Uri können gar sämtliche vom Volk gewählte Behörden wieder abberufen werden, mithin die Ständeräte und das Obergericht.
Auf kommunaler Ebene gibt es die vorzeitige Abberufung der Gemeindeexekutive in den Kantonen Uri (Quorum: mindestens 10 % der Stimmberechtigten) und Tessin (Quorum: mindestens 30 % der Stimmberechtigten).
Das Abberufungsrecht war eine klassische Forderung der Demokratischen Bewegung des 19. Jahrhunderts und dementsprechend früher weiter verbreitet. Die mit vier Jahren relativ kurze Amtszeit der Behörden einerseits und der zeitliche und organisatorische Aufwand für das Sammeln der Unterschriften bis hin zum Termin der Volksabstimmung anderseits stehen freilich der Ausübung dieses Volksrecht eher entgegen; es ist denn auch nur sehr selten angewandt worden. Anlässlich von Verfassungsrevisionen wurde es deshalb in jüngerer Zeit in den Kantonen Luzern, Kanton Basel-Landschaft und Aargau wieder aus dem kantonalen Staatsrecht gestrichen.
Zu weiteren Einzelheiten siehe die Artikel Kantonsregierung und Kantonsparlament.